# 草野浩二
草野 浩二（くさの こうじ、1937年11月20日 - ）は、日本の音楽プロデューサー・ディレクター。

## 人物
東京府出身で、暁星学園を経て早稲田大学第一商学部を1960年3月に卒業する。
1960年4月に東京芝浦電気へ入社してレコード事業部制作部ディレクターとなり、坂本九の「悲しき六十才」を手掛け初仕事で初ヒット作品を輩出する。以来1960年代初期はカバーポップスの全盛時代を作り、1970年代は邦楽ポップスの黄金時代を築いた。
東芝EMI退社後はファンハウスを経てフリーランスの音楽プロデューサーとして活動し、コンピレーション・アルバム監修、コンサートプロデュース、新人育成などを手掛ける。2008年から日本レコード大賞審査員を務める。2009年7月7日に「岩谷時子音楽文化振興財団」が設立されて理事を務める。2010年4月7日発表「第1回 岩谷時子賞」及び2011年7月20日発表「第2回 岩谷時子賞」以降、作曲家・編曲家の川口真・都倉俊一と共に2021年10月5日開催の「第11回 岩谷時子賞」まで毎回審査員を務める。

## 手掛けた歌手
- 坂本九
- ダニー飯田とパラダイス・キング
- ジェリー藤尾
- 森山加代子
- 弘田三枝子
- 斎藤チヤ子
- スリーファンキーズ
- 九重佑三子
- ザ・ドリフターズ
- 尾藤イサオ
- 奥村チヨ
- 欧陽菲菲
- 渚ゆう子
- 安西マリア
- ゴールデン・ハーフ
- デュークエイセス